# Château de Lavaux-Sainte-Anne
Pour les articles homonymes, voir Château de Sainte-Anne (homonymie).
Le château de Lavaux-Sainte-Anne est situé en Wallonie à Lavaux-Sainte-Anne en Belgique près de Rochefort, dans la province de Namur. En 1450, Jean II de Berlo a ordonné la construction de ce château. De siècle en siècle, l'édifice fut renforcé et rénové. Lavaux-Sainte-Anne n'a pas occupé longtemps une position très stratégique.

## Historique

### Les origines
À l'époque romaine, la Famenne était traversée par plusieurs voies secondaires.
L'une d'elles, venant de Givet et continuant vers Ave-et-Auffe passait par Lavaux à une centaine de mètres au nord du château.
Elle était bordée par des villas comme celles qui ont été découvertes à Genimont ou par des forteresses comme celle d'Eprave.
La création de la principauté de Liège va faire de la région de Lavaux une zone frontière avec le duché de Luxembourg voisin.
Cette frontière est protégée par des forteresses comme Agimont, Revogne, Lavaux et Rochefort.
Les seigneurs de cette époque sont issus de la famille « de Wellin » .
La première mention connue de Lavaux date de 1244 ; Jacques de Wellin se titre de Lavaux de son vivant.

### Les guerres duXVesiècle
En 1456, Louis de Bourbon, neveu du duc Philippe de Bourgogne, devint prince-évêque de Liège.
L'animosité et la défiance  des villes liégeoises contre le duc de Bourgogne se développèrent et des bandes armées parcouraient le pays qui n'était plus sûr.
Jean II de Berlo qui était seigneur de Lavaux à cette époque et dont le dévouement au prince était connu devint suspect aux yeux des dinantais qui voulaient avoir la main sur le château de Revogne, Celui-ci en effet dépendait militairement de la châtellenie de Dinant et représentait dans cette région frontière une avancée importante pour la cité mosane.
Des heurts ne tardèrent pas à se produire.
Le seigneur de Lavaux qui avait d'abord accepté un traité de neutralité avec les Dinantais (1462) prit nettement le parti du prince contre les villes liégeoises révoltées et le duc Philippe lui envoya des hommes d'armes pour défendre Lavaux.
Au début de 1463, la rupture était consommée entre Jean de Berlo et la ville de Dinant. 
Le seigneur de Lavaux fit transporter tous les vivres et les munitions du château de Revogne vers son château de Lavaux muni des derniers perfectionnements militaires et plus apte à résister à toute attaque.
Dans le courant de l'été 1463, le château de Lavaux eut à soutenir un assaut des Dinantais dont nous ignorons le résultat.
Les magistrats de Dinant infligèrent amendes et bannissement à ceux qui avaient aidé à la défense de Lavaux.
Au début d'août 1464, nouvelle expédition dinantaise, plus décisive semble-t-il, contre Lavaux.
Si le donjon résista, le reste fut en grande partie détruit.
Ce fut la fin de la résistance à Lavaux. Jean de Berlo quitta Lavaux pour rallier la cour de Louis de Bourbon.
En Famenne, le désordre et l'insécurité vont croissant : Érard de La Marck, ennemi de la maison de Bourgogne, ravage les terres de Jean de Berlo avec les hommes d'armes liégeois.
En août 1468, le duc de Bourgogne se rend maître de Revogne et de Dinant.
La paix imposée par son fils, Charles le Téméraire, stipulera qu'aucun des châteaux détruits pendant la guerre sur le territoire de la principauté ne pouvait être reconstruit sauf ceux des fidèles partisans de l'évêque, entre autres ceux de Jean de Berlo.
À peine remis des terribles luttes avec la maison de Bourgogne, le pays de Liège allait connaître la guerre civile.
Guillaume de la Marck, soutenu par le roi de France commença, en 1482, une guerre où Jean de Berlo allait trouver la mort avec son prince près de la fontaine de Basse-Wez. (Liège)
À la fin du XVe siècle, le château n'était plus habité par ses maîtres ; seule la vieille douairière de Berlo, veuve depuis 1482, finissait ses jours dans la forteresse délabrée. Réfugié en son château, Everard de Merode, Seigneur de Lavaux-Sainte-Anne, y est assiégé en 1567, par le duc d'Albe. 
En 1627, la seigneurie de Lavaux fut vendue à Denis de Pottiers, gouverneur de Bouillon, qui la revendra rapidement.

### Les Rouveroit
Le 3 avril 1630, le château est vendu au chevalier Jacques Renard de Rouveroit, originaire de Herstal, colonel d’infanterie de l’Empereur.
Ce jeune seigneur a étudié l'art de la guerre en Rhénanie à l'école militaire pour jeunes nobles des comtes de Nassau. A Prague, le 16 juin 1637, l'empereur Ferdinand III lui concède le titre de baron du Saint-Empire. Il se marie à une date inconnue avec sa cousine, Marie Valérie de Locquenghien héritière de la seigneurie de Pamele à Audenaerde. Par ce mariage, les Rouveroit deviennent seigneur de Pamele et beer de Flandre(les quatre seigneurs qui escortent le comte de Flandre).
Les toits des tours des châteaux rhénans ont-ils inspiré le nouveau seigneur de Lavaux ?
Sur l'emplacement du hameau du Val Sainte Anne, Jacques Renard fait construire la ferme du château qui existe toujours.
Henri Joachim de Rouveroit, arrière-petit-fils de Jacques Renard, fait construire le grand escalier d'honneur. C'est le sommet du raffinement pour le château mais aussi son chant du cygne. Henri Joachim décède en 1748. Il a trois filles dont l'aînée, Amour Désirée, épouse à Lavaux en 1753, le prince de Gavre, gouverneur de Namur qui devient le dernier seigneur de Lavaux.
Le château ne sera plus habité alors que par l'abbé Berard qui fait fonction de bailli.   
Le domaine de Lavaux-Sainte-Anne sera vendu en 1810 par le fils du prince de Gavre aux Malacord-Fischbach de Stavelot, qui ne l’habiteront probablement jamais.
Un homme célèbre a vécu quelques années au château.
Il s'agit de Florimond Claude de Mercy Argenteau, né le 20 avril 1727, fils de Thérèse Henriette de Rouveroit décédée le 13 mai 1729.
Après la mort de sa mère, son père le confie à son beau-frère le baron de Rouveroit. Il quitte Lavaux à l'âge de 7 ans pour aller étudier à Turin. Il deviendra ambassadeur d'Autriche à Turin, Varsovie, Saint-Pétersbourg et à Versailles en 1766 où il négociera auprès de Louis XV le mariage de Marie-Antoinette archiduchesse d'Autriche et du dauphin, le futur Louis XVI.

### LeXXesiècle
Délaissé par ses propriétaires successifs, le château de Lavaux-Sainte-Anne est en ruine au début du XXe siècle. En 1927, le propriétaire d’alors, la Société immobilière Bernheim, le lègue à l’ASBL Les Amis de la Commission royale des Monuments et des Sites  qui envisage quelques travaux avant que Raymond Pelgrims ne prenne les choses en mains. De 1933 à 1939, la gigantesque restauration est alors menée par Pelgrims – sous le contrôle de la Commission royale des Monuments et des Sites et de l’architecte Van der Hulst – grâce au mécénat de la baronne Lemonnier .
Depuis 1933, le château appartient à la « Ligue des amis du château de Lavaux-Sainte-Anne » qui en a fait le musée de la chasse, transformé en musée de la nature en 2005.

## Architecture
Le  plan architectural est très simple, formé d'une cour intérieure en forme de losange, cantonnée aux quatre angles par des tours rondes de pierre, reliées entre elles par des courtines, en pierre également. La forteresse est entourée de douves, alimentées en eau par la Wimbe, petit affluent de la Lesse. 
L'imposant donjon est percé de mâchicoulis, de meurtrières à oculus et d’archères. Pour accéder à la cour intérieure, on doit emprunter le chemin de défilement, construit en bois à l’époque. Sa trajectoire en arc de cercle empêche l’ennemi de défoncer la lourde porte de bois à coups de bélier. La quatrième tour ne fut construite qu’en 1500, et ne fut pas munie de meurtrières.
Le donjon constitue dès lors la pièce maîtresse du château. Il est composé de quatre niveaux, avec  le cellier où l’on conservait nourriture et boissons, puis la salle de garde. On accède ensuite à la salle seigneuriale, recouverte d’une voûte en encorbellement très ingénieuse. La résonance y est telle que, même si deux ou trois personnes discutent dans cette pièce, l’ennemi qui arriverait par l’escalier intra muros, aurait l’impression qu’une foule se trouve à l’intérieur. Le quatrième niveau comporte une superbe charpente construite au XVIIe siècle, et restaurée avec le système initial de tenons et de mortaises. 
Il reste quatre éléments essentiels de la forteresse telle qu’elle se dressait au XIVe siècle :
– le donjon, dont les murs en calcaire sont d’une épaisseur de 2,50 m, se trouve à l’angle nord-ouest du bâtiment ;
– la tour de l’angle de gauche, moins imposante ;
– les deux autres tours d’angles.
Avec les châteaux de Beersel, de Bouillon, de Corroy, de Horst, de Gand et de Vêves, il constitue l'un des plus beaux châteaux médiévaux de Belgique.
Les architectes Francis Bonaert et Eric d'Oultremont ont participé à sa restauration.

## Visites
Actuellement, le château de Lavaux-Sainte-Anne, géré par une ASBL est accessible aux visiteurs. 
Trois musées sont présents dans le château. Le premier se situe dans les caves et présente la vie rurale en Famenne. Ce musée témoigne de la rudesse de la vie paysanne en Famenne au XIXe siècle et début du XXe siècle. Le second se trouve au rez-de-chaussée, le musée de la Vie des Seigneurs qui montre comment vivaient les seigneurs aux XVIIe et XVIIIe siècles à travers des pièces telles que la salle-à-manger, le salon de musique et le bureau d'écriture. Le troisième musée se trouve au dernier étage et se nomme le musée de la Nature famennoise, présentant des animaux empaillés typiques de la Famenne, allant du gros gibier (cerf, sanglier, etc.) au petit gibier (canards, etc.). Vous pouvez réserver votre visite sur : www.chateau-lavaux.com
Le donjon, sa charpente ainsi que ses mâchicoulis peuvent être visités, de même que la zone humide : le marais, la prairie et l'étang sont une reconstitution des milieux humides tels qu'ils étaient à la fin du 19e et début du XXe siècle.